# 10-POINT
株式会社10-POINT（テンポイント）は、東京都千代田区九段北に所在する日本の芸能事務所である。
川村ゆきえや吉岡毅志などの俳優・女優を中心に、マネージメントを行っている。

## 所属タレント

### 女性
- 川村ゆきえ
- 木下結愛
- 高峰華子

### 男性
- 加藤鷹
- 吉岡毅志